# The Big Door Prize
The Big Door Prize ist eine US-amerikanische Fernsehserie mit Chris O’Dowd und Gabrielle Dennis basierend auf dem gleichnamigen Roman von M.O. Walsh. Als Showrunner, Drehbuchautor und Produzent fungiert David West Read. Die Mystery-Comedy-Serie wird seit dem 29. März 2023 auf Apple TV+ gezeigt. Anfang April 2023 gab Apple die Verlängerung um eine zweite Staffel bekannt, deren Veröffentlichung am 24. April 2024 erfolgte. Nach der zweiten Staffel wurde die Serie eingestellt.

## Handlung
Das Ehepaar Dusty und Cass Hubbard lebt mit deren Tochter Trina in der fiktiven Kleinstadt Deerfield im US-Bundesstaat Louisiana und führt ein beschauliches, wenig ereignisreiches Leben. Der Alltag ist Routine, alles verläuft in geordneten Bahnen. Dusty ist mit seinem Leben als Highschool-Lehrer und Familienvater eigentlich ganz zufrieden.
Eines Tages entdecken die Bewohner von Deerfield in ihrem Supermarkt eine Maschine namens Morpho, benannt nach der Gattung der Edelfalter und mit einem blauen Schmetterling als Logo. Äußerlich ähnelt das Gerät einem Fotoautomaten, allerdings macht diese keine Fotos, sondern verrät den Nutzern nach Eingabe der Sozialversicherungsnummer und einem Scan der Handflächen auf einer kleinen blauen Karte angeblich das jeweils individuelle Potenzial ihres Lebens.
Nach Benutzung dieser Maschine ändern einige Personen ihr Leben, um das von der Maschine mitgeteilte Potenzial zu verfolgen. Dusty selbst steht der Maschine zunächst skeptisch gegenüber, startet dann aber selbst einen Versuch.

## Besetzung und Synchronisation
Die deutschsprachige Synchronisation übernahm die Berliner Iyuno Germany. Dialogregie führte Michael Pan, das Dialogbuch schrieb Nicola Berger.
| Rolle             | Darsteller         | Synchronsprecher   |
| ----------------- | ------------------ | ------------------ |
| Dusty Hubbard     | Chris O’Dowd       | Karlo Hackenberger |
| Cass Hubbard      | Gabrielle Dennis   | Esra Vural         |
| Hana              | Ally Maki          | Daniela Molina     |
| Trina             | Djouliet Amara     | Magdalena Höfner   |
| Giorgio           | Josh Segarra       | Frank Schaff       |
| Axel              | Jontavious Johnson | Oscar Räuker       |
| Beau Kovac        | Aaron Roman Weiner | Gerrit Schmidt-Foß |
| Cary Hubbard      | Jim Meskimen       | Erich Räuker       |
| Eloise Hubbard    | Deirdre O’Connell  | Daniela Hoffmann   |
| Izzy              | Crystal Fox        | Anke Reitzenstein  |
| Lydia             | Gillian Rabin      | Mascha Raykhman    |
| Mr. Johnson       | Patrick Kerr       | Michael Pan        |
| Nat               | Mary Holland       | Natascha Geisler   |
| Pater Rueben      | Damon Gupton       | Tobias Kluckert    |
| Schulleiterin Pat | Cocoa Brown        | Almut Zydra        |

## Episodenliste

### Staffel 1
| Nr. (ges.) | Nr. (St.) | Deutscher Titel     | Originaltitel      | Erstausstrahlung USA | Deutschsprachige Erstausstrahlung (D) | Regie          | Drehbuch                                        |
| ---------- | --------- | ------------------- | ------------------ | -------------------- | ------------------------------------- | -------------- | ----------------------------------------------- |
| 1          | 1         | Dusty               | Dusty              | 29. März 2023        | 29. März 2023                         | Anu Valia      | David West Read                                 |
| 2          | 2         | Cass                | Cass               | 29. März 2023        | 29. März 2023                         | Anu Valia      | Sarah Walker                                    |
| 3          | 3         | Jacob               | Jacob              | 29. März 2023        | 29. März 2023                         | Molly McGlynn  | Craig Rowin                                     |
| 4          | 4         | Vater Reuben        | Father Reuben      | 5. Apr. 2023         | 5. Apr. 2023                          | Molly McGlynn  | Corinne Stikeman                                |
| 5          | 5         | Trina               | Trina              | 12. Apr. 2023        | 12. Apr. 2023                         | Todd Biermann  | Amanda Rosenberg                                |
| 6          | 6         | Beau                | Beau               | 19. Apr. 2023        | 19. Apr. 2023                         | Todd Biermann  | Dian Qi                                         |
| 7          | 7         | Giorgio             | Giorgio            | 26. Apr. 2023        | 26. Apr. 2023                         | Jenée LaMarque | Craig Rowin                                     |
| 8          | 8         | Izzy                | Izzy               | 3. Mai 2023          | 3. Mai 2023                           | Jenée LaMarque | Sarah Walker                                    |
| 9          | 9         | Deerfest: Teil Eins | Deerfest: Part One | 10. Mai 2023         | 10. Mai 2023                          | Declan Lowney  | Amanda Rosenberg, Craig Rowin, Corinne Stikeman |
| 10         | 10        | Deerfest: Teil Zwei | Deerfest: Part Two | 17. Mai 2023         | 17. Mai 2023                          | Declan Lowney  | Amanda Rosenberg, Craig Rowin, Corinne Stikeman |

### Staffel 2
| Nr. (ges.) | Nr. (St.) | Deutscher Titel              | Originaltitel         | Erstausstrahlung USA | Deutschsprachige Erstausstrahlung (D) | Regie              | Drehbuch                           |
| ---------- | --------- | ---------------------------- | --------------------- | -------------------- | ------------------------------------- | ------------------ | ---------------------------------- |
| 11         | 1         | Die nächste Stufe            | The Next Stage        | 24. Apr. 2024        | 24. Apr. 2024                         | Steven K. Tsuchida | David West Read                    |
| 12         | 2         | Visionen                     | Visions               | 24. Apr. 2024        | 24. Apr. 2024                         | Steven K. Tsuchida | Amanda Rosenberg                   |
| 13         | 3         | Kraft & Energie              | Power & Energy        | 24. Apr. 2024        | 24. Apr. 2024                         | Heather Jack       | Craig Rowin                        |
| 14         | 4         | Geschichtenerzähler          | Storytellers          | 1. Mai 2024          | 1. Mai 2024                           | Heather Jack       | Corinne Stikeman                   |
| 15         | 5         | Nacht unter den Sternen      | Night Under the Stars | 8. Mai 2024          | 8. Mai 2024                           | Jordan Canning     | Sarah Walker                       |
| 16         | 6         | Wieder im Sattel             | Back in the Saddle    | 15. Mai 2024         | 15. Mai 2024                          | Jordan Canning     | Olive Lorraine, David West Read    |
| 17         | 7         | Probe                        | Rehearsals            | 22. Mai 2024         | 22. Mai 2024                          | Satya Bhabha       | Amanda Rosenberg, Corinne Stikeman |
| 18         | 8         | Unsere kleine Stadt          | Our Town              | 29. Mai 2024         | 29. Mai 2024                          | Satya Bhabha       | Craig Rowin                        |
| 19         | 9         | Das Ende der Selbsterkundung | Un-Selfploration      | 5. Juni 2024         | 5. Juni 2024                          | Declan Lowney      | Sarah Walker                       |
| 20         | 10        | Deercoming                   | Deercoming            | 12. Juni 2024        | 12. Juni 2024                         | Declan Lowney      | David West Read                    |

## Produktion und Hintergrund
Die Dreharbeiten zur ersten Staffel fanden ab Dezember 2021 im US-Bundesstaat Georgia statt. Im Januar 2023 begannen die Dreharbeiten zur zweiten Staffel in Atlanta.
Als Showrunner, Drehbuchautor und Produzent fungiert David West Read, der zuvor unter anderem an Schitt’s Creek beteiligt war. Produziert wurde die Serie von Skydance Television und CJ ENM/Studio Dragon.

## Rezeption
Oliver Armknecht bewertete die erste Staffel mit acht von zehn Punkten. Die Romanadaption sei oft komisch, teilweise emotional und gebe viel Stoff zum Nachdenken mit. Dabei liege der Fokus auf den Figuren, die auf einmal alles hinterfragen, weniger auf dem Mystery-Aspekt.